# Josef Albo
Josef Albo (* um 1380; † um 1444) war ein jüdischer Religionsphilosoph in Spanien.
Sein Hauptwerk, sefer ha-iqqarim („Grundsätze“), bildete den Versuch einer philosophischen Systematik der jüdischen Religion durch Zurückführung der 13 Glaubensartikel des Mose ben Maimon auf drei Prinzipien: Gott, Offenbarung, Vergeltung (Lohn und Strafe). Die Tora wird dabei als einziges göttliches Gesetz und das Judentum als die mit der Philosophie am besten harmonisierende Offenbarungsreligion beschrieben. Jede dogmatische Gebundenheit des Judentums wird abgelehnt. Das Werk wurde später von Moses Mendelssohn stark rezipiert.
Albos eklektisches Werk war weit verbreitet (Erstdruck 1485 bei Joshua Solomon Soncino).
1413/1414 verteidigte Albo die jüdische Seite in der Zwangsdisputation von Tortosa.

## Werke
- ספר עקרים Sefer Ha-Ikkarim. Erstausgabe hg. Joshua Solomon Soncino, Soncino 1485. (Digitalisate UB Frankfurt)
  - erste kommentierte Ausgabe: Jacob ben Samuel Koppelman: Ohel Ya'akob. Freiburg 1584. online (PDF; 4,1 MB)
  - deutsche Ausgabe: Buch Ikkarim. Grund- und Glaubenslehren der Mosaischen Religion. Frankfurt/Berlin 1844. (Digitalisate: Google Books; archive.org; archive.org)
  - Sefer ha-'Ikkarim [Book of Principles], hg. und engl. Übers. Isaac Husik, 4 Bände, The Jewish Publication Society of America, Philadelphia 1929–30.